# Catalamprus
Catalamprus is een geslacht van kevers uit de familie  
kniptorren (Elateridae).
Het geslacht is voor het eerst wetenschappelijk beschreven in 1958 door Pierre Basilewsky. Als typesoort duidde hij aan Pantolamprus angustus Fleutiaux, een soort die voorkomt in midden-Afrika en die volgens Basilewsky zeer zeldzaam scheen te zijn in Belgisch Congo.

## Soorten
Het geslacht omvat de volgende soort:
- Catalamprus angustus (Fleutiaux, 1902) - oorspronkelijke naam: Pantolamprus angustus